# Maison La Rivette
La Maison La Rivette ou encore Maison de la Rivette est une maison située à Caluire-et-Cuire (quartier de Cuire-le-Bas), dans le département du Rhône, en France.

## Présentation
Une maison de campagne est attestée dès 1635. Elle n'a que quatre pièces réparties sur deux étages. On y mentionne aussi la présence d'une écurie. En 1669, on y trouve des vignes et des saules.
C'est au milieu du XVIIIe siècle que la propriété prend l'aspect général de maison de plaisance qu'elle a aujourd'hui, avec la construction d'une façade à la française, l'aménagement des jardins en terrasse et le système hydraulique.
La construction actuelle est de plan carré. Précédée par un vaste perron, la façade occidentale comprend neuf travées réparties sur deux étages. L'avant-corps central de trois travées est surmonté d'un fronton triangulaire. Au sud de la cour d'honneur, est située la chapelle indépendante ; Charles Merlino y fut un temps enterré. Dans les jardins, qui autrefois descendaient jusqu'à la Saône, on remarque un jet d'eau, une cascade et une grotte de rocaille. Les terrasses sont reliées par des escaliers monumentaux à double volée de marches. À l'est, côté cour, se trouve un nymphée qui borde un bassin en forme de haricot.

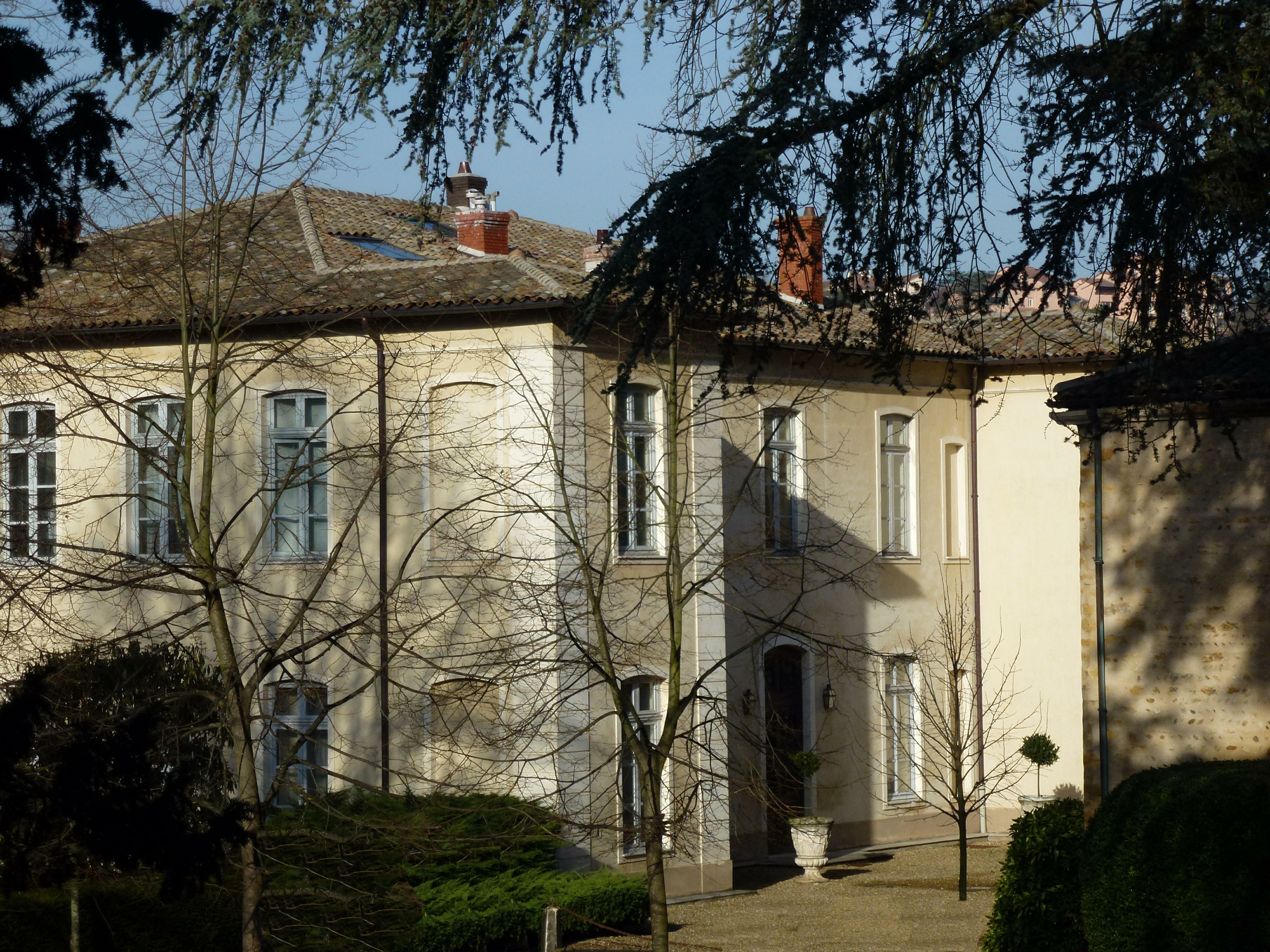
angle sud
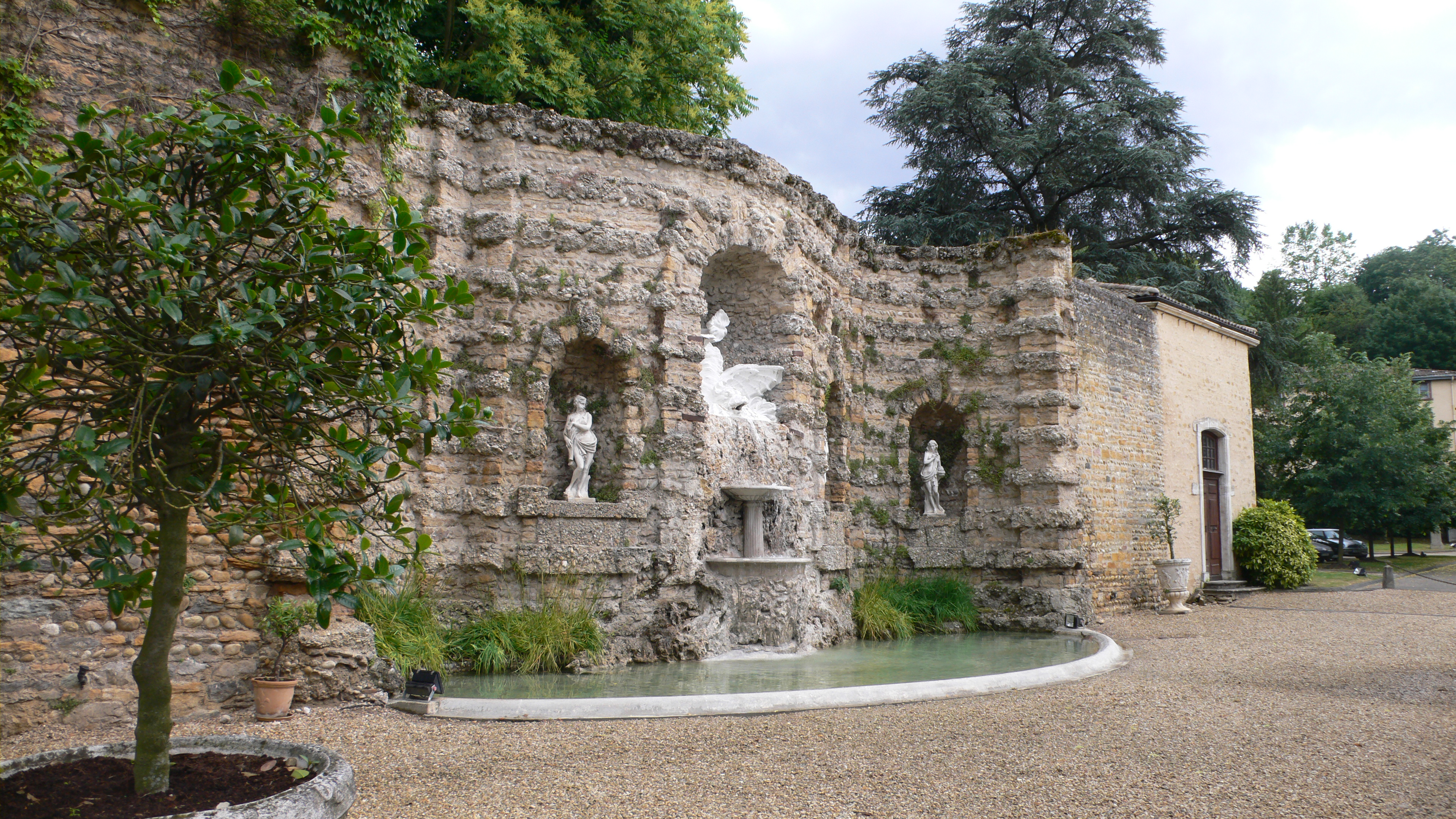
nymphée
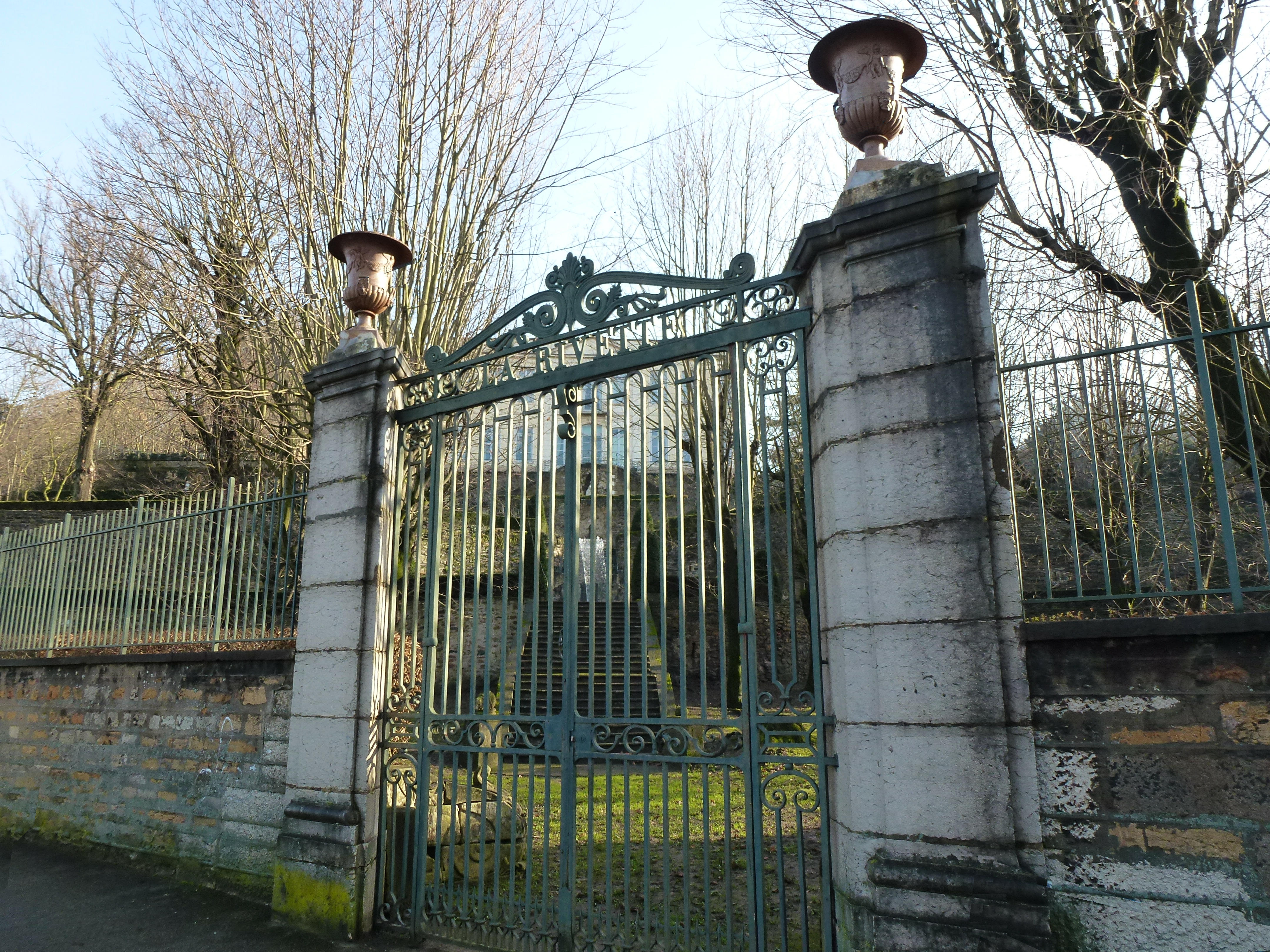
portail ouest, quai Clemenceau
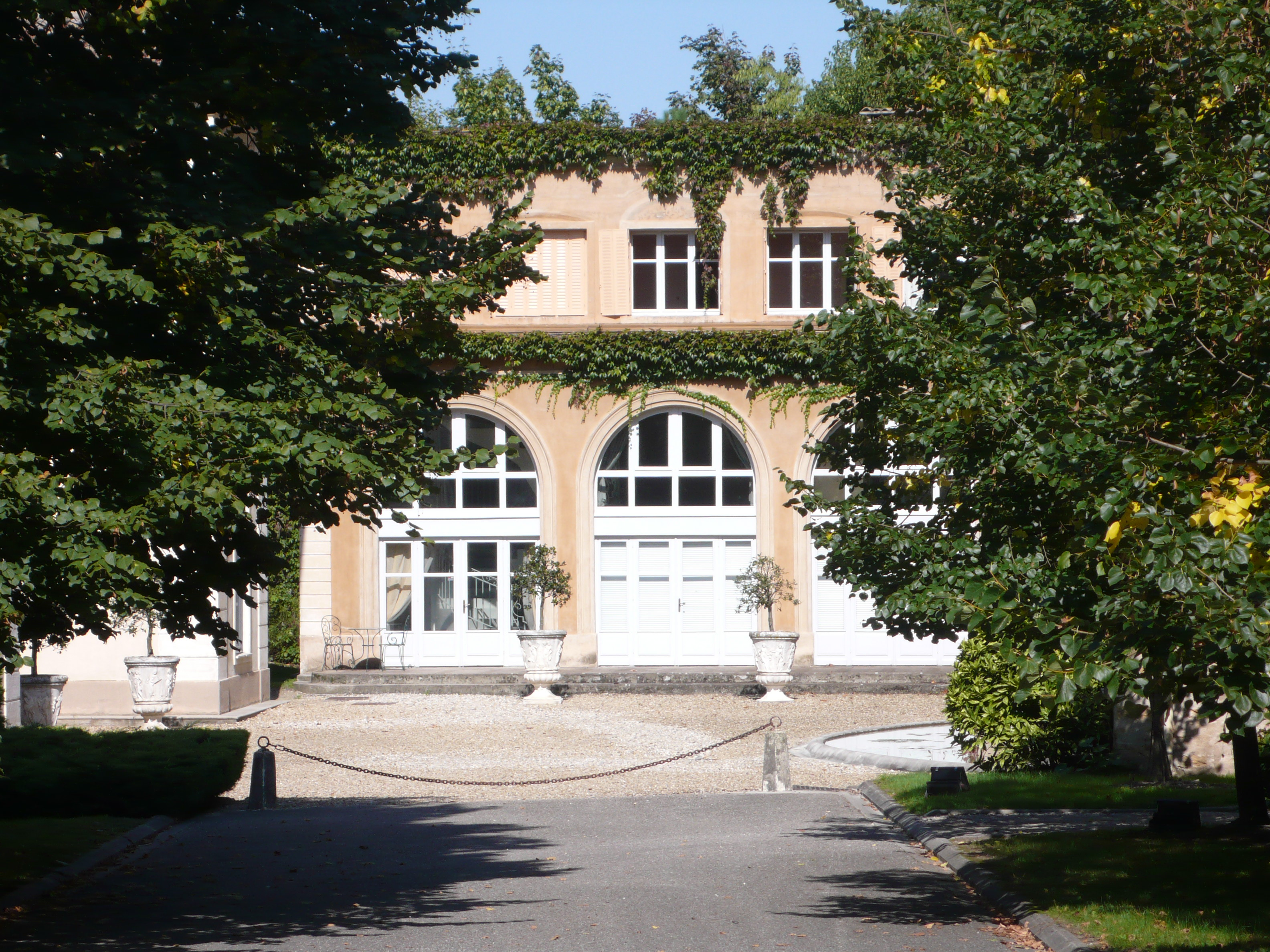
orangerie

### Propriétaires successifs
De nombreuses familles se succèdent dans cette maison.
- Vers 1635, Claude Fevret du Chazard en est le premier propriétaire connu.
- Claude Ribaud achète la propriété au précédent.
- La fille du précédent épouse Pierre Fautel de Laigny, conseiller et secrétaire du Roi en la chancellerie du Dauphiné.
- Françoise, fille des précédents, hérite de sa mère du domaine et en fait don à son père, qui épouse en secondes noces une demoiselle Dazy.
- En 1669, Thomas Touche, marchand à Lyon, achète le bien à Pierre Fautel.
- Philibert, fils du précédent, épouse Marguerite Deguinée ; veuve, celle-ci voit ses biens saisis.
- En 1675 François Dufaure, trésorier des Ponts et Chaussées de la Généralité de Lyon est propriétaire ; il est poursuivi pour avoir usurpé un titre de noblesse en se faisant appeler Dufaure de la Rivette.
- En 1693, le bien est vendu à Pierre Péricaud.
- En 1712, le précédent fait don du domaine à sa fille, Marie Péricaud, qui a épousé Jean-Baptiste Michaud, marchand à Lyon.
- En 1720, Jacob Hubert, banquier à Genève, achète le bien aux précédents.
- En 1724, Gaspard Pinet achète le bien à Jean-Jacques Hubert, père du précédent agissant en son nom.
- En 1734, Jean-Baptiste Pitra (1695 – 1756), tireur d’or, achète le domaine ; il avait épousé en 1719 Louise Fédéry (1699 – 1745) ; à la suite des aménagements somptueux qu’il aurait fait réaliser par Jacques-Germain Soufflot, on appellera un temps cette maison la folie Pitra.
- Claude Pitra (1719 - ), référendaire en la Chancellerie des Monnaies de Lyon, fils du précédent, hérite de la maison; il avait épousé en 1746 Marie Barthélémie Rousset.
- En 1786, Charles Merlino (1736 – 1807) achète le bien au précédent ; il avait épousé en 1778 Marie Muguet (1758 – 1836) qui en gardera l’usufruit après le décès de Charles ; après le désistement de Marie en faveur de ses neveux Joseph Charles et Ange Pierre André Antoine, ceux-ci vendent la propriété.
- En 1816, François Anginieur (1770 – 1851), négociant à Lyon, acquiert le domaine ; il avait épousé Adélaïde Neyrand en 1797 ; leur belle-fille, Jeanne Dugas est la propre petite-nièce de Marie Muguet ; François Anginieur procède à de nouveaux aménagements tels qu’un parc à l’anglaise et une orangerie.
- En 1851, Bernard Vidal acquiert le bien ; il avait épousé Sophie Galline.
- En 1889, Élisabeth (1833 - ), fille aînée des précédents, qui avait épousé en 1852 Gabriel Sainte-Olive (1828 – 1903), hérite du domaine.
- À partir de 1922, le site se dégrade.
- En 1972, la propriété est acquise par les Hospices civils de Lyon.
- La maison est aujourd'hui une copropriété.

## Armoiries
- Pitra: D’argent à la fasce de sable accompagnée de trois colombes.

## Protection
Pour son jardin, son nymphée, sa chapelle, son portail, la grande salle au rez-de-chaussée, et l'élévation et la toiture, la Rivette fait l’objet d’une inscription au titre des monuments historiques depuis le 29 octobre 1987.

## Citation
Dans son journal intitulé « A pilgrimage into Dauphiné: comprising a visit to the monastery of the Grande Chartreuse, Volume 2 (1857) », le révérend George M. Musgrave (1798 - 1883) écrit, à propos de La Rivette:

«Orange and lemon trees in blossoms, magnolias, seringas, oleanders, aloes, clematis, and many varieties of the most fragrant honeysuckle, precede avenues of clipped evergreens laid out in the style of Versailles, communicating with tiers and terraces on which Grecian statues, vases, and all that should accompany designs of grand and beauteous elegance, are ranged in most excellent order of position. Fountains play at the touch of a spring; and at the intervals of a few paces only between the vistas below the balustrades, are the most enchanting prospects of the river both towards Lyons and Macon, and of the beautiful coteaux or cultivated and inhabited hill-slop opposite. Beyond the porticoes are noble courts leading to tropical forcing-houses, conservatories, green-houses, fish ponds, and gardens: these entrance-courts being enriched by massive grottoes formed of the rarest specimens of granite, rock-cristals, and stalactites, and overgrown with the drip of a land-spring ingeniously led into the upper part of the cavity; right and left of which are banks and ledges profusely stocked with the finest flowers of France, numbered from the pages of that splendid work the “Flora Parisiensis”, and disposed in classes, with exquisite ingenuity and judgment as to the intermixture of hues and fragrance.

The “plaisance” of Château La Rivette is one of the most delectable spots that fine climate and scientific gardening could create for Pleasure-grounds rightly so called; and the interior of the mansion, in respect of all its appointments, -of all that can minister to refined enjoyment and home comforts, -corresponds with the perfection attained without: a rare feature in foreign homes; but Monsieur and Madame Vidal had visited London, and taken note of what they saw, admired, and enjoyed there.»